# Coppa (Lebensmittel)

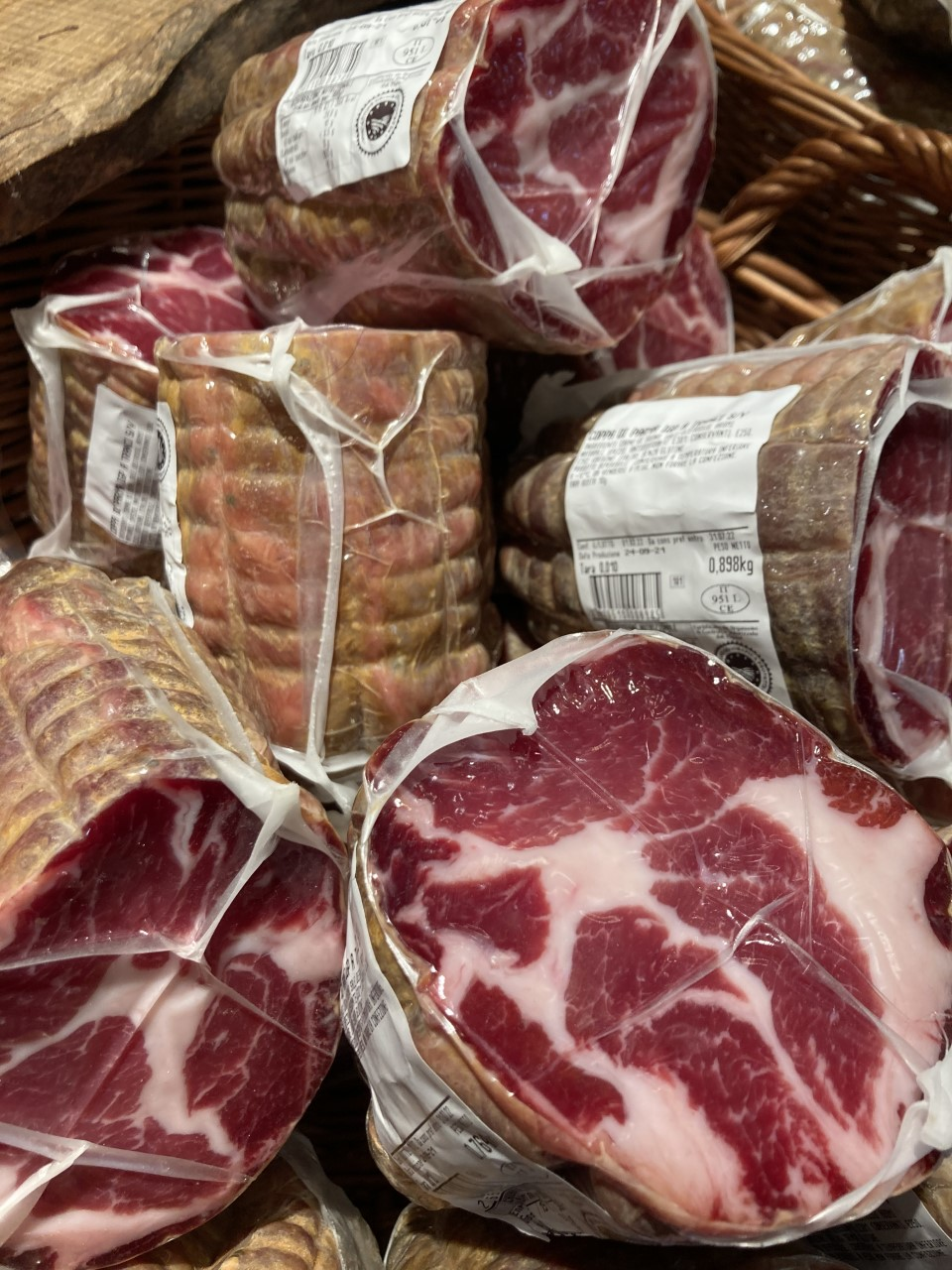
Coppa

Coppa ([ˈkɔpːa] oder Capocollo [kapoˈkɔlːo], italienisch capo ‚Kopf‘, italienisch collo ‚Hals‘) ist eine traditionelle italienische Spezialität aus dem Schweinenacken. Coppa ist auch auf Korsika und in der Italienisch sprechenden Südschweiz verbreitet.

## Herstellung
Ähnlich wie Rohschinken wird das Fleisch zuerst gepökelt, in Naturdärme gefüllt und in Netze gehüllt, mitunter auch mild geräuchert, um für fünf bis sechs Monate luftgetrocknet zu werden. Dabei verliert es etwa 40 % des ursprünglichen Gewichtes. Zur längeren Aufbewahrung wird Coppa in ein mit Weißwein getränktes Tuch gewickelt, um weiteres Austrocknen zu verhindern und das Fleisch zart zu halten. Coppa wird vorwiegend sehr dünn geschnitten als Aufschnitt verzehrt.

## Sorten
- Coppa Piacentina wird in der Gegend um Piacenza hergestellt und hat mit Denominazione d’Origine Protetta (DOP)  eine geschützte Ursprungsbezeichnung.[2]
- Coppa di Parma aus der Provinz Parma ist als Indicazione geografica protetta (IGP)  geschützt.[3]
- Capocollo di Calabria (DOP) stammt aus Kalabrien.[4]
- Coppa de Corse ist eine korsische Variante mit einer geschützten Ursprungsbezeichnung.[5]